# Alopecosa linzhan
Alopecosa linzhan este o specie de păianjeni din genul Alopecosa, familia Lycosidae, descrisă de Chen și Song în anul 2003. Conform Catalogue of Life specia Alopecosa linzhan nu are subspecii cunoscute.